# Fascio
Fáscio ( pronúncia [ˈfaʃʃo] ; plural fasci ) é uma palavra italiana que significa literalmente "um feixe" ou "um pacote", e figurativamente "liga", e que foi usado no final do século XIX para se referir a grupos políticos de muitos diferentes (e às vezes opostos) orientações. Vários fascistas nacionalistas mais tarde evoluíram para o movimento Fasci do século XX, que ficou conhecido como fascismo.

## Origem
Durante o século 19, o feixe de hastes, em latim chamado fasces e em italiano fascio, passou a simbolizar a força através da unidade, a questão é que, embora cada haste independente fosse frágil, como um feixe elas eram fortes. Por extensão, a palavra fascio veio no uso político italiano moderno para significar grupo, união, banda ou liga. Foi usado pela primeira vez neste sentido na década de 1870 por grupos de democratas revolucionários na Sicília, para descrever a si mesmos. O mais famoso desses grupos foi o Fasci Siciliani durante 1891–94. Depois disso, a palavra manteve conotações revolucionárias. Foram essas conotações que o tornaram atraente, por exemplo, para jovens nacionalistas que exigiam a intervenção italiana na Primeira Guerra Mundial. O fasci que eles formaram estava espalhado pela Itália, e foi a um desses grupos criados espontaneamente, desprovidos de filiação partidária, que Benito Mussolini pertenceu.

## História

### Primeira Guerra Mundial
Em 18 de agosto de 1914, o sindicalista italiano Alceste de Ambris, falando da tribuna da União Sindical Milanesa (USM), iniciou um ataque feroz contra a neutralidade na Primeira Guerra Mundial e pediu intervenção contra a reação alemã e a necessidade de ajudar a França e o Reino Unido . Ele comparou a guerra com a Revolução Francesa. 
Isso causou uma divisão profunda dentro da Unione Sindacale Italiana (USI). A maioria optou pela neutralidade. A Câmara Trabalhista de Parma, a USM e outros sindicalistas radicais deixaram a USI e, em 1º de outubro de 1914, fundaram a Fasci d'Azione rivoluzionaria internazionalista . Em 5 de outubro , Angelo Oliviero Olivetti publicou seu manifesto no primeiro número de uma nova série da Pagine libere . Benito Mussolini logo depois se juntou a este grupo e assumiu a liderança.

#### Divisão de mussolini
Em 11 de dezembro de 1914, Mussolini iniciou um grupo político, Fasci d'azione rivoluzionaria, que era uma fusão de dois outros movimentos: o grupo acima, Fasci d'azione rivoluzionaria internazionalista e um grupo anterior que ele iniciou chamado Fasci autonomi d'azione rivoluzionaria.
Esse novo grupo também era conhecido como Milan fascio, do qual Mussolini era o líder. 24 de janeiro de 1915 foi o ponto de virada na história do fasci quando seus líderes se encontraram em Milão e formaram uma organização nacional.

### Após a Primeira Guerra Mundial
Em 1919, após o fim da guerra, Mussolini reconstituiu o Milan fascio, usando o novo nome Fasci italiani di combattimento ("liga italiana de combatentes"). Outros fascistas do mesmo nome foram criados, com o objetivo comum de se opor a todos aqueles – incluindo o rei e o estado – cujas inclinações específicas foram consideradas como privando a Itália dos frutos da vitória na guerra. De acordo com HW Schneider, o novo fascio de Milão foi formado aproximadamente pelas mesmas pessoas que haviam sido membros do antigo fascio em 1915, mas com um novo nome e um novo objetivo.